# Литературный музей Прикарпатья
Литерату́рный музе́й Прикарпа́тья — музей в Ивано-Франковске. Расположен по адресу улица Богдана Лепкого, 27. Открыт 16 мая 1986 года. Насчитывает 40 тысяч экспонатов. Экспозиция музея рассказывает об развитии литературного процесса Прикарпатского края с античных времён по настоящее время.
В коллекции музея содержатся рукописи; личные вещи писателей разных времён; прижизненные издания произведений Ивана Франко, Богдана Лепкого, Василия Стефаника, Леся Мартовича, Марко Черемшины, Натальи Кобринской, Михаила Яцкова, и других писателей; материалы о деятельности областной организации Национальное сообщество писателей Украины. 
Музей поддерживает рабочие отношения с писателями Украинской диаспоры США, Канады, Великобритании, Словакии, с писателями из Узбекистана, Румынии и Польши.